# Aenigmatias schwarzii
Aenigmatias schwarzii är en tvåvingeart som beskrevs av Daniel William Coquillett 1903. Aenigmatias schwarzii ingår i släktet Aenigmatias och familjen puckelflugor. Inga underarter finns listade i Catalogue of Life.